# Delaware State Police
Le Delaware  State Police (DSP) est une division du Ministère de la Sécurité publique du Delaware aux États-Unis. Il est responsable de la régulation du trafic et de la répression à travers l'État du Delaware, en particulier dans les zones non desservies par les services de police locaux.

## Histoire
En 1923, la Delaware State Police succède à la Delaware	Highway Traffic Police elle-même créée en 1919. Depuis 1919 quelques troupiers sont morts en service.

## Services spécialisés
La DSP présente un effectif de 847 personnels dont policiers assermentés (chiffres de 2008). De même il comprend de nombreux services dont les plus importants suivants :
- Aviation Unit (section aérienne disposant de 4 hélicoptères
- Canine Unit (équipe cynophile)
- Collision Reconstruction Unit (enquêtes sur les accidents de la route)
- Commercial Vehicle Enforcement Unit (service d'enquêtes routières)
- Crime Lab  (institut de médecine légale)
- Criminal Investigations Units (bureaux locaux de police judiciaires)
- Detective Licensing Section (attribution des licences des détectives privés dans l'État du Delaware)
- Domestic Violence Unit (lutte contre les violences conjugales)
- High Technology Crimes Unit (lutte contre la cybercriminalité)
- Homeland Security (lutte antiterroriste)
- Homicide Unit (brigade criminelle)
- Human Resources (service du personnel)
- Intelligence Unit (service de renseignements criminels)
- Internal Affairs (inspections des services)
- Motorcycle Unit (unité motocycliste)
- Public Information Office (relations publiques)
- Planning Section (bureau de planification)
- Special Investigations Units (bureaux locaux  chargés des enquêtes réservées)
- Street Crimes Units (unité anti-gangs urbains)
- State Bureau of Identification (archives et fichier central. Il est aussi chargé des enquêtes liées à l'attribution des permis de port d'armes)
- Training Section (centre d'entraînement des policiers de la DSP)
- Traffic Section (service de prévention et de police routières)
- Victim Services (soutien aux victimes de crimes)
- Video Lottery Enforcement Unit (brigade des jeux d'argent).

- Probation and Parole (bureau composé d'agents de probations chargé de suivre les délinquants et criminels libérés sur parole)

Il existe au sein de cette police d'état des unités composées de membres y étant détachés à temps partiel :
- Conflict Management (gestion des crises);
- Explosive Ordnance Disposal Unit (déminage) ;
- SCUBA (équipe des plongeurs);
- Tactical Control Unit (unité de maintien de l'ordre semblable aux CRS français).
- La DSP dispose enfin d'une équipe SWAT appelée SORT (Special Operations Response Team), afin de mener des missions à hauts risques (arrestations membres du crime organisé, lutte anti-terrorisme, en cas de prise d'otages massive comme le siège de Waco, etc.).

## Armements et véhicules de services
Depuis 1995, les troupiers et enquêteurs de la DSP sont armés de pistolets SIG-Sauer P229 en calibre .357 SIG. Des fusils à pompe Remington 870P (calibre 12) sont présents dans chaque véhicule patrouilles. Enfin les agents du Probation and Parole ont opté pour le S&W Sigma 40C tirant des balles de .40 S&W.